# Haroldius pahangensis
Haroldius pahangensis är en skalbaggsart som beskrevs av Kral 2003. Haroldius pahangensis ingår i släktet Haroldius och familjen bladhorningar. Inga underarter finns listade i Catalogue of Life.